# Широво
Широво — опустевшая деревня в Слободском районе Кировской области в составе Закаринского сельского поселения.

## География
Находится на расстоянии примерно 26 км по прямой на восток-юго-восток от районного центра города Слободской.

## История
Была известна с 1747 года как починок Шировский с населением 13 душ. В 1764 году 29 жителей. В 1873 году в ней (Ворнская) было учтено дворов 14 и жителей 123, в 1905 30 и 226, в 1926 37 и 165, в 1950 24 и 65 соответственно. В 1989 году не было учтено постоянных жителей. 

## Население
Постоянное население  не было учтено как в 2002 году, так и в 2010.